# Plantarum Orientalium Novarum
Plantarum Orientalium Novarum (abreviado Pl. Orient. Nov.) es un libro con ilustraciones y descripciones botánicas que fue escrito por el botánico, matemático, y explorador suizo Pierre Edmond Boissier: Fue publicado en Geneva en el año 1875.

## Publicación
- Plantarum Orientalium Novarum Decas Prima el 8 Feb 1875
- Plantarum Orientalium Novarum Decas Secunda el 20 Feb 1875